# Миротворець (фільм, 1997)
Миротворець (англ. The Peacekeeper) — канадсько-американський бойовик 1997 року.

## Сюжет
Майор військово-повітряних сил США Френк Кросс робить несанкціонований політ з гуманітарною допомогою і скидає мішки рису голодуючим в Африці. Пентагон хоче віддати Кросса під трибунал, але преса робить з нього героя. Президенту для підняття рейтинга потрібний такий герой — принаймні, до закінчення виборів. Таким чином, Френк отримує нове призначення. Він повинен носити «чорну валізу» в якій знаходиться комп'ютер для запуску ядерних тактичних ракет Америки в разі надзвичайного стану. Але в перший же день на роботі валізу крадуть терористи, які вимагають, щоб президент вчинив самогубство по телебаченню. Якщо він відмовиться, то вони підірвуть Вашингтон. Кроссу необхідно перешкодити терористам в їх планах і врятувати Вашингтон від знищення.

## У ролях
| Актор              | Роль                      |
| ------------------ | ------------------------- |
| Дольф Лундгрен     | майор Френк Крос          |
| Майкл Сарацин      | підполковник Дуглас Мерфі |
| Монтель Вільямс    | підполковник Нортроп      |
| Рой Шайдер         | президент Роберт Бейкер   |
| Крістофер Хейєрдал | Геттінджер                |
| Аллен Альтман      | МакГеррі                  |
| Мартін Нойфельд    | Деккер                    |
| Моніка Шнарре      | Джейн                     |
| Тім Пост           | Нельсон                   |
| Карл Алаккі        | Голбрук                   |
| Чіп Чуіпка         | Девіс                     |
| Рок Лафорт'єн      | Ебботт                    |
| Гучі Бой           | Робінсон                  |
| Філ Чиу            | Конг                      |
| Серж Уд            | міністр оборони           |
| Девід Френсіс      | генерал-майор Гардінг     |
| Ларрі Дей          | Максвелл                  |
| Алан Фосетт        | Семюелс                   |
| Філіп Преттен      | Кларк                     |
| Енді Бредшоу       | Джонсон                   |